# Sébald de Nuremberg
Pour les articles homonymes, voir Sebald.
Pour l'église, voir Église Saint-Sébald de Nuremberg.
Sébald de Nuremberg (ou Sinibald, ou Sebald) est vénéré comme saint patron de la ville de Nuremberg. Il était le garant de son indépendance comme ville libre d'Empire. D'après la légende, Sébald était un ermite et un missionnaire. 
La plupart des détails de sa vie sont incertains. On sait qu'il a vécu dans la région de Nuremberg dans la première moitié du XIe siècle, qu'il y est mort et enterré. Son nom apparaît pour la première fois en 1070. Vénéré depuis le milieu du XIIIe siècle à Nuremberg, il est canonisé par le pape Martin V en 1425, sur demande insistante de la municipalité de Nuremberg. En 1429, des florins de Nuremberg à son effigie commencent à circuler, appelés Sebaldusgulden. Il est fêté le 19 août. Il est représenté comme pèlerin, avec le bâton et le chapeau spécifiques, parfois orné de la coquille Saint-Jacques, un Rosaire à la main et portant son église sur le bras. De nombreuses légendes entourent sa vie, et il est crédité de divers miracles et guérisons.

## Hagiographie

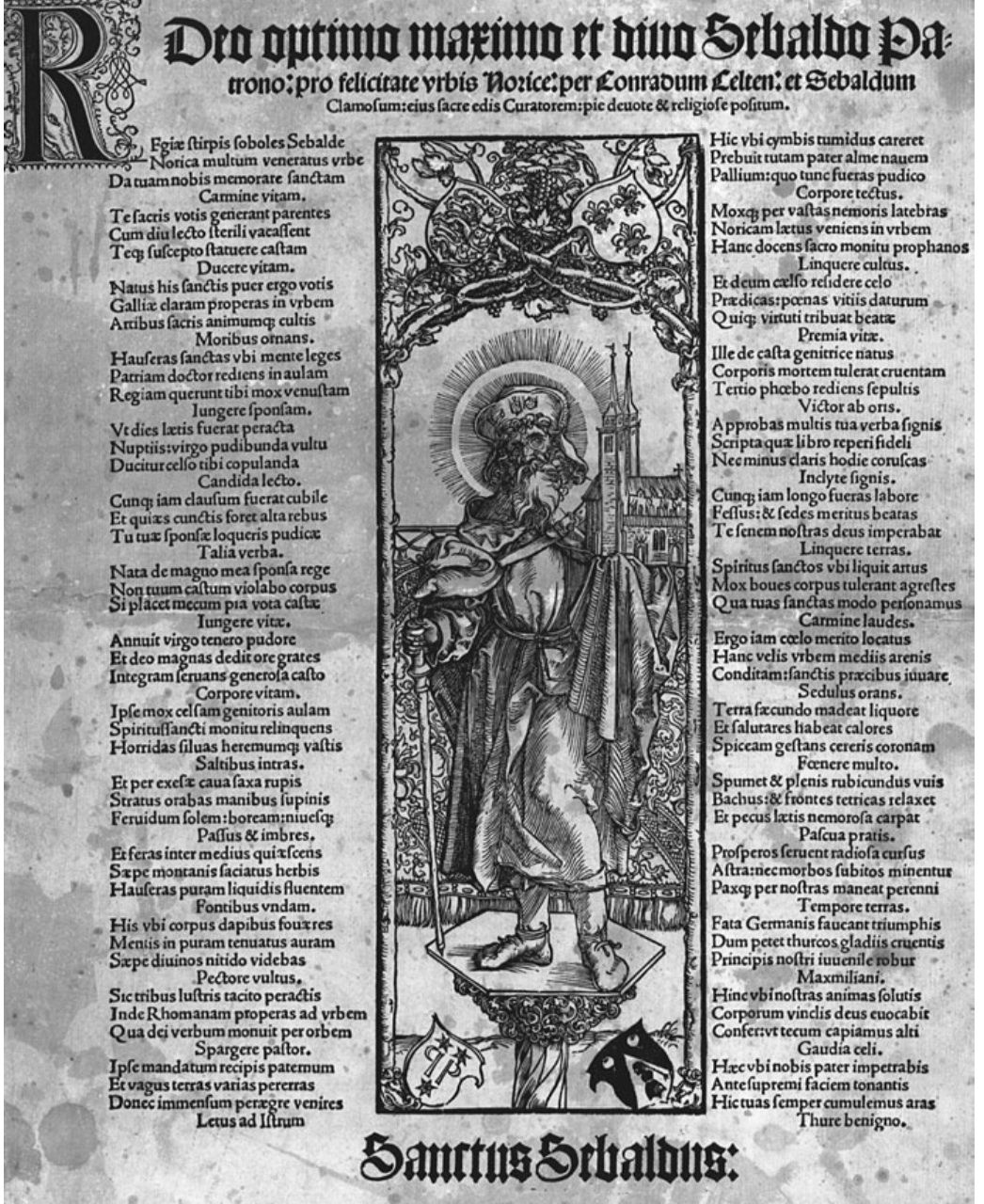
Albrecht Dürer, Saint Sébald sur un piédestal (1501). Blasons des maisons royales danoises et françaises. Albertina, Vienne.

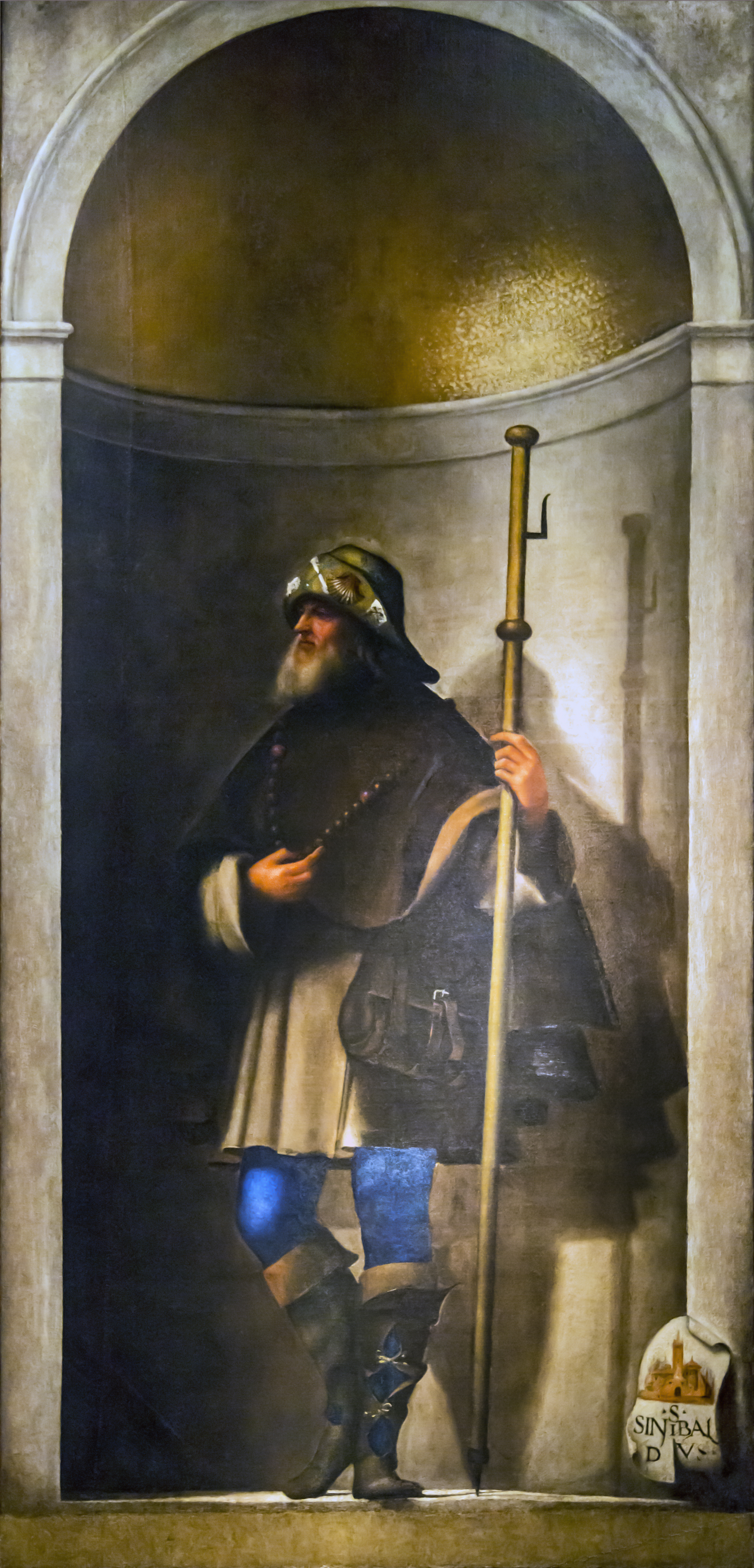
Sébald en pèlerin par Sebastiano del Piombo. Panneau d'orgue. En bas à droite le nom Sinibald avec une décoration de ville médiévale.

Une des premières légendes, datant d'environ 1280, affirme que Sébald est contemporain de Henri III du Saint-Empire (mort en 1056) et qu'il est originaire de Franconie. Après un pèlerinage en Italie, il devient prédicateur à Nuremberg. 
D'après une autre source, il serait un noble de Franconie qui aurait rencontré Willibald, son frère Winibald et leurs sœur Walburge en Italie (mais ceci ferait remonter sa vie au VIIIe siècle) et serait devenu missionnaire dans la forêt de Nuremberg, le Nürnberger Reichswald (de) qui était propriété de la ville libre de Nuremberg. 
D'autres légendes en font le fils du roi du Danemark qui, encore étudiant à Paris, aurait épousé une princesse française, mais l’aurait abandonnée durant leur nuit de noces pour partir en pèlerinage à Rome. Une autre version, encore répandue au XVe siècle, fait de sa mère la fille d'un roi français. Une gravure d'Albrecht Dürer datée de 1501 montre Sébald sur un piédestal, surmonté des blasons des maisons royales du Danemark et de la France. Ces variantes de légendes ont en commun que le pape investit Sébald de la mission d'évangéliser dans les forêts de Nuremberg, ce qui donne à sa présence une autorité et bénédiction papale.
Le nom Sebaldus usuel en allemand est lui-même une forme latinisée tardive du prénom allemand Siegbald (composé du vieil allemand sigu= victoire et bald=audacieux). On trouve, à côté de Sebaldus, aussi Sigibaldus ou Sigisbaldus. Ainsi l'évêque de Metz fondateur du monastère de Saint-Avold, s'appelait Sigisbald . D'après Erffa, on trouve en Italie le nom Sinibaldus. Le père de sainte Rosalie, patronne de Palerme, s'appelait Sinibald; plusieurs évêques du XIIe siècle au XIVe siècle s'appellent Sinibaldus.
Au XVe siècle, la municipalité de Nuremberg demande à Sigismund Meisterlin (de), un moine bénédictin itinérant renommé, de rédiger une  Vita Sancti Sebaldi (« Vie de saint Sébald »). Il s'agit de mettre en ordre les diverses légendes contradictoires, et de rendre crédible (notamment auprès de l'archevêché de Bamberg un peu méprisant) l'engouement pour saint Sébald qui continue à contribuer à la renommée et à l’économie de la ville. Meisterlin rédige deux versons de la Vita, une première en 1484, une deuxième en 1488. Dans la première version, plus austère, Meisterlin omet les variantes de légendes trop en contradiction avec d'autres et réduit considérablement les miracles accomplis. De plus, il met en parallèle des épisodes de la vie de Sébald avec des épisodes semblables de la Bible, donnant ainsi un air plus savant à sa Vita. La version révisée fait marche arrière, probablement parce que les notables ont trouvé le texte « trop abstrait et trop peu politique ». Des faits écartés dans la première version réapparaissent et l'importance de la ville de Nuremberg est mis en avant; en particulier, il fait remonter la fondation de la ville jusqu'à la chute de l'Empire romain.

## Vénération

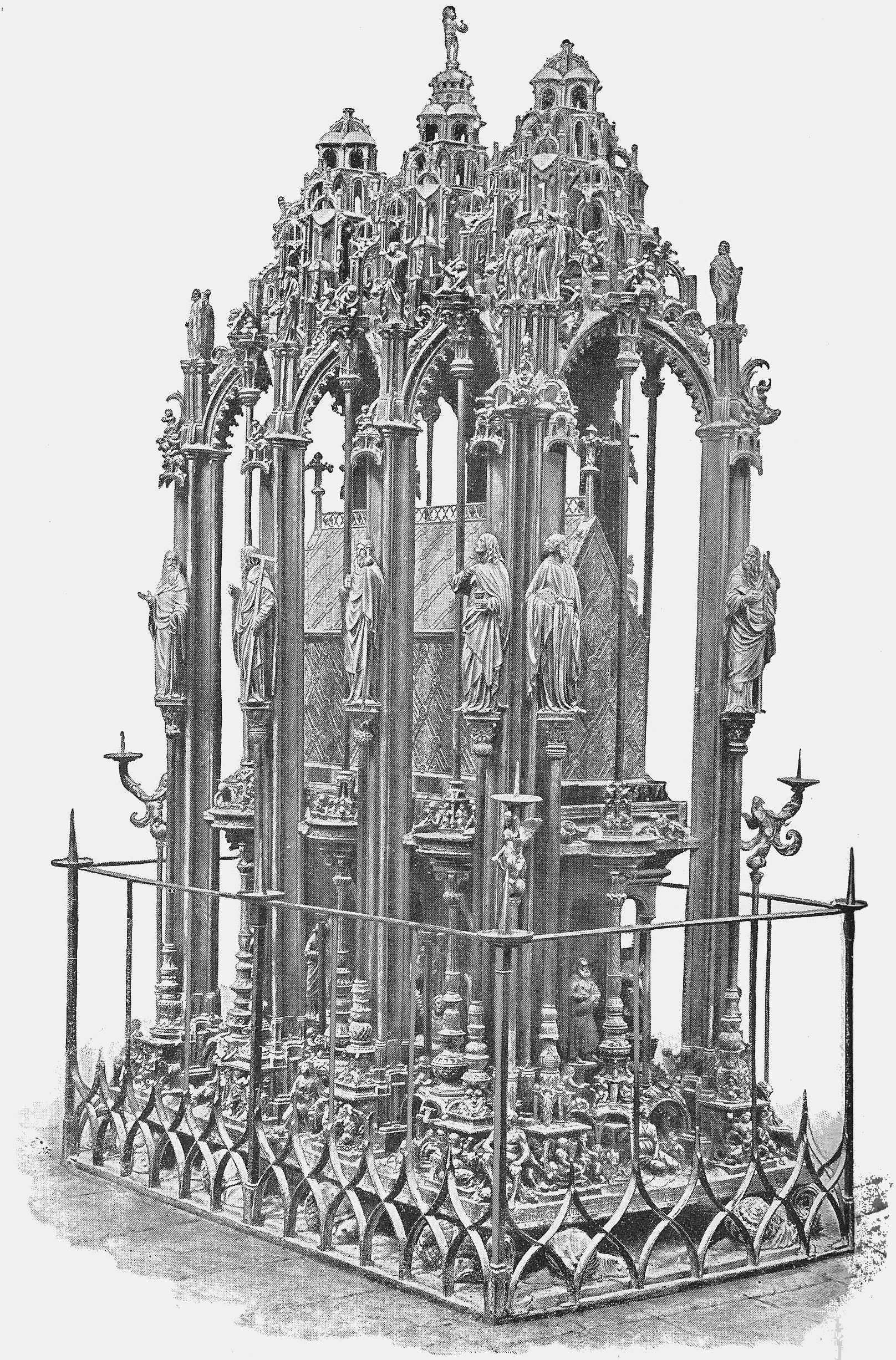
Peter Vischer l'Ancien et ses fils, Tombeau de saint Sébald (1508-1519), Église Saint-Sébald de Nuremberg.

Malgré ses origines obscures et l'historicité incertaine du saint lui-même, le culte de Sébald a longtemps été associé à Nuremberg, favorisé par la ville elle-même qui devient un lieu de pèlerinage. L'existence du culte peut être retracée jusqu'à la fin du XIe siècle, une référence y est faite pour l'année 1072 dans la chronique de l'abbé Lambert de Hersfeld qui mentionne des guérisons miraculeuses. À cette époque, les restes de Sébald reposent probablement dans une petite chapelle dédiée à saint Pierre qui existait avant la nouvelle église. Il est admis que la tombe miraculeuse de Sébald a contribué aux premiers développements de la ville. En 1255 il devient le patron, avec l'apôtre Pierre, de l'église paroissiale nouvellement reconstruite, où son tombeau est vénéré.
La date du 19 août comme jour de fête de saint Sébald apparaît dans un calendrier de la ville d'Olomouc de 1137, et de nombreux enfants nés à Nuremberg portent les noms du saint. Les reliques du saint sont translatées en 1397 dans le nouveau chœur de l'église Saint-Sébald, et chaque année ses reliques sont portées en procession. Les rois et empereurs, lors d'un séjour dans la ville, ont l'habitude de venir prier devant son reliquaire.
Le 26 mars 1425 Sébald est formellement canonisé par le pape Martin V, à la faveur d'une requête du conseil de la ville de Nuremberg. En 1429, des florins de Nuremberg commencent à porter son effigie. Le culte a survécu à la réforme protestante.

## Représentations

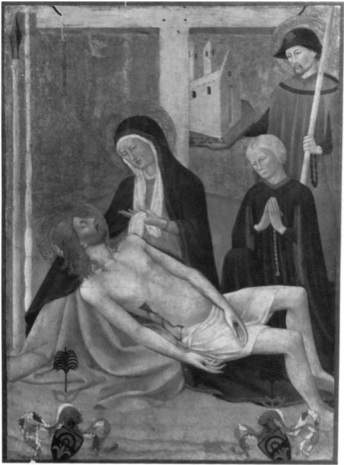
Maestro dell'Osservanza, Pietà avec Peter Volckamer et saint Sébald (1432-1433), actuellement au Monte dei Paschi di Siena.

En 1508-1519, Peter Vischer l'Ancien et ses fils construisent le célèbre monument funéraire en bronze, de style gothique tardif, qui est installé dans l'église Saint-Sébald; ce tombeau est un chef-d'œuvre de la Renaissance allemande. 
Sébald étant un saint à portée locale, il est d'autant plus surprenant qu'il a fait l'objet de représentations iconographiques en Italie, recensées par Hans Martin von Erffa. Un volet d'orgue au nom de San Sinibaldo se trouve dans l'église San Bartolomeo de Venise. C'est une œuvre de jeunesse Sebastiano del Piombo en date de 1507. Le fait que l’artiste ait jugé nécessaire d'identifier le saint représenté par une petite pancarte évoquant peut-être une ville du Nord suggère que Sébald n'était pas largement connu à Venise. L'autre des deux panneaux représente saint Louis de Toulouse. De fait, ce tableau est un don des marchands de Nuremberg. L'église San Bartolomeo était l'église paroissiale des marchands allemands, qui devaient alors habiter à la Fondaco dei Tedeschi à proximité. Une fondation assurait les services dans l'église. À l'époque du panneau, deux familles patriciennes de Nuremberg avaient des représentants aux responsabilités à Venise, les Imhoff et les Tucher.
Un autre tableau connu est la Pietà Serristori du Maestro dell'Osservanza (le Maître de l'Observance), datant de 1432-1433, anciennement dans la collection du comte Serristori et maintenant au Monte dei Paschi di Siena, représentant également le donateur Peter Volckamer et Sébald. Le donateur, aux cheveux blancs, vêtu à la bourgeoise, fait partie d'une famille patricienne de Nuremberg, ultérieurement Volckamer von Kirchensittenbach (de), et Peter lui-même a occupé une place importante dans la haute administration. Le tableau comporte en bas deux blasons de la famille Volckamer qui sont des copies fidèles, aux couleurs près. Au fond à droite et debout saint Sébald, portant le bâton de pèlerin et le rosaire d'une main, le modèle de son église de l'autre, dont le visage a une ressemblance frappante avec celui du donateur présumé. Au pied du modèle est inscrit Sibaldus. En fait, Peter Volckhamer, au service de l'empereur Sigismond, est mort à Sienne le 5 septembre 1432, et le tableau est probablement une épitaphe comportant le blason de Peter et peut-être celui d'un fils venu exprès. Les blasons ne comportent pas de couronne, insigne attribué à la famille le 6 novembre 1433 par l'empereur, ce qui une date ante que pour l'œuvre.
Un dessin de Hans Sebald Beham, datant de 1521 environ, représente Sébald portant son église; dessin conservé dans la Collection Rosenwald de la National Gallery of Art. 
Plus connues sont des gravures d'Albrecht Dürer, une première de 1501, montrant Sébald sur un piédestal, l'autre entre 1518 et 1520, qui représente Sébald dans une niche, avec les armes de la ville de Nuremberg. 
Un tableau de saint Sébald fait partie d'une paire dont l'autre moitié représente saint Laurent, l'autre patron de la ville; ce tableau est dans l'église Saint-Jean, sur le maître-autel.

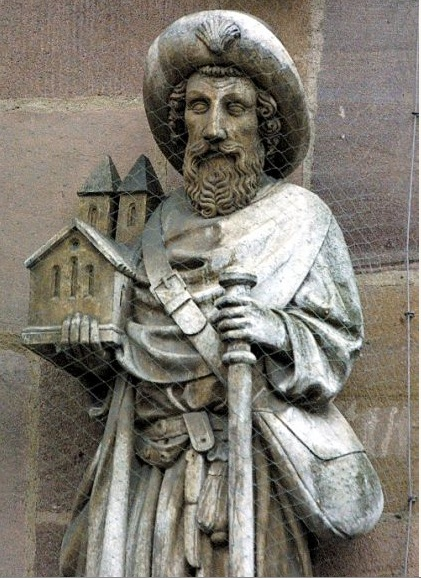
Sébald sur la façade ouest de l'église Saint-Sébald de Nuremberg.
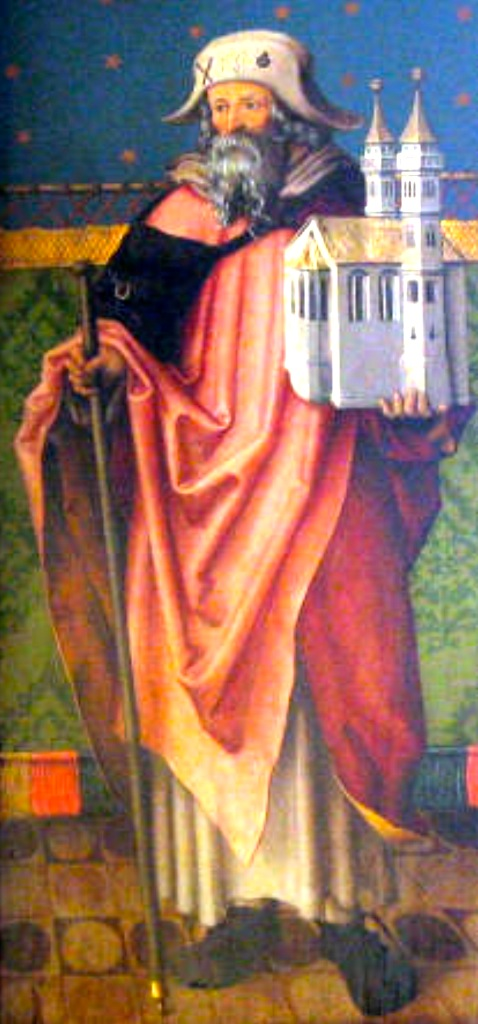
Wolf Traut, Saint Sébald (1511-1512), Église Saint-Jean, Nuremberg.
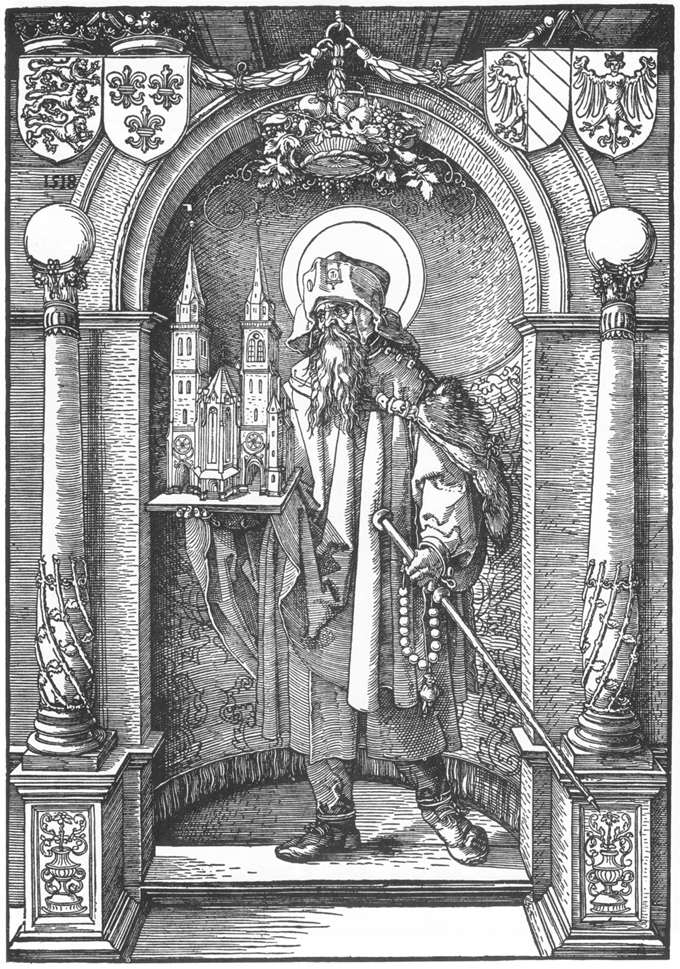
Albrecht Dürer, Saint Sébald (1518-1520), Albertina.